# Município de Middlefield (condado de Geauga, Ohio)
O município de Middlefield (em inglês: Middlefield Township) é um município localizado no condado de Geauga no estado estadounidense de Ohio. No ano de 2010 tinha uma população de 4.493 habitantes e uma densidade populacional de 75,46 pessoas por km².

## Geografia
O município de Middlefield encontra-se localizado nas coordenadas 41° 28′ 05″ N, 81° 02′ 22″ O. Segundo a Departamento do Censo dos Estados Unidos, o município tem uma superfície total de 59.54 km², da qual 59 km² correspondem a terra firme e (0,9 %) 0,54 km² é água.

## Demografia
Segundo o censo de 2010, tinha 4.493 habitantes residindo no município de Middlefield. A densidade populacional era de 75,46 hab./km². Dos 4.493 habitantes, o município de Middlefield estava composto pelo 98,62 % brancos, o 0,58 % eram afroamericanos, o 0,04 % eram amerindios, o 0,29 % eram asiáticos, o 0,22 % eram de outras raças e o 0,24 % eram de uma mistura de raças. Do total da população o 0,51 % eram hispanos ou latinos de qualquer raça.